# الزرابي (أسيوط)
قرية الزرابى هي إحدى القرى التابعة لمركز أبو تيج في محافظة أسيوط في جمهورية مصر العربية. حسب إحصاءات سنة 2006، بلغ إجمالي السكان في الزرابى 16452 نسمة، منهم 8417 رجل و8035 امرأة.